# التهاب الشبكية الصباغي
التهاب الشبكية الصباغي (RP) هو اضطراب وراثي يحدث للعين ويتسبب في فقدان الرؤية. ومن ضمن أعراضه وجود مشكلة في الرؤية ليلاً وقلة رؤية محيطية (الرؤية الجانبية). وبشكلٍ عام، تبدأ الأعراض في الظهور بصورة تدريجية. وكلما ازدادت الرؤية المحيطية سوءاً، يرى الأشخاص رؤية نفقية ولكن الإصابة العمى التام غير شائعة.

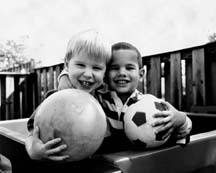
الرؤية العادية. Courtesy NIH National Eye Institute

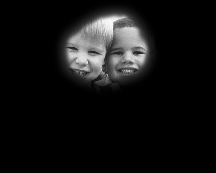
نفس اتجاه النظر مع رؤية النفق بسبب التهاب الشبكية الصباغي. اللون الأسود المحيط بالصورة المركزية لا يشير إلى الظلام، بل إلى الافتقار إلى المعلومات البصرية المتصورة.

ففي تطور أعراض التهاب الشبكية الصباغي، يسبق العمى الليلي عموما برؤية نفق قبل سنوات من الإصابة أو حتى عقود. كثير من الناس المصابين بالتهاب الشبكية الصباغي لا يصبحون أكفاء حتى عمر 40 أو 50 ويحتفظون ببعض القدرة على البصر طيلة حياتهم. آخرون يصابون بالعمى تماما من جراء الإصابة بالتهاب الشبكية الصباغي، يحدث هذا في بعض الحالات مثل الإصابة في وقت مبكر مثل مرحلة الطفولة. أما التقدم في اعراض الإصابة بمرض التهاب الشبكية الصباغي مختلف في كل حالة.
RP هو نوع من اعتلال الشبكية التقدمي، وهو مجموعة من الاضطرابات غير الطبيعية الموروثة في المستقبلات الضوئية (الخلايا العصوية والخلايا المخروطية) أو ظهارة صباغ الشبكية (RPE) في شبكية العين، تؤدي هذه الاضطرابات إلى فقدان البصر التدريجي. أولا يختبر الأفراد المتضررين عيوب التكيف مع الظلام أو العشى الليلي (العمى الليلي)، يليه الحد من المجال البصري المحيطي (المعروف باسم رؤية النفق) وأحيانا فقدان الرؤية المركزية في مراحل متأخرة من المرض.

## أعراضه
المصاب بمرض التهاب الشبكية الصباغي قد يشعر بأحد الأعراض التالية:
- ضعف الرؤية الليلية.
- اعتلال المجال البصري المحيطي (رؤية النفق).
- النفور من وهج الضوء.
- بطء تكيف الرؤية عند اختلاف البيئة المحيطة من ظلام إلى نور، والعكس صحيح.
- عدم وضوح الرؤية.
- صعوبة في التفريق بين تباين الألوان.
- التعب والإرهاق.

## العلامات
التبقيع في ظهارة صباغ الشبكية مع تصبغ الشوكة العظمية السوداء هو مؤشر عادة (أو اصم) على التهاب الشبكية الصباغي. السمات العينية الأخرى تتضمن امتقاع اللون الشمعي في رأس العصب البصري وهزال (ترقيق) الأوعية في شبكية العين والاعتلال البقعي السيلوفاني والوذمة البقعية الكيسية والساد (الماء الأبيض) تحت المحفظة الخلفية.

## التشخيص
التشخيص بمرض التهاب الشبكية الصباغي يستند على توثيق الفقدان التدريجي في وظيفة الخلايا المستقبلة للضوء عن طريق تخطيط كهربية الشبكية (ERG) والاختبار البصري الميداني.
ويتم تحديد النمط لميراث RP عبر تاريخ الأسرة. ومن المعروف ان ما لا يقل عن 35 مورثة مختلفة أو موضعية مسؤولة عن التسبب في «RP غير المتلازم» (RP هذا ليس نتيجة لمرض آخر أو جزءا من متلازمة أوسع).
اختبار الحمض النووي(الدنا) متاح بصفة سريرية:
- RLBP1 (صبغي جسمي متنح، بوثنيا نوع من RP)
- RP1 (صبغي جسمي سائد Rp1)
- RHO (صبغي جسمي سائد RP4)
- RDS (صبغي جسمي سائد RP7)
- PRPF8 (صبغي جسمي سائد RP13)
- PRPF3 (صبغي جسمي سائد RP18)
- CRB1 (صبغي جسمي متنح RP12)
- ABCA4 (صبغي جسمي متنح RP19)
- RPE65 (صبغي جسمي متنح RP20)

لجميع المورثات الأخرى فإن الاختبارات الوراثية الجزيئية متوفرة كقاعدة للبحث فقط.
يمكن توريث التهاب الشبكية الصباغي بطريقة الصبغي الجسمي السائد أو الصبغي الجسمي المتنح أو مرتبط بالجنس. ويمكن لالتهاب الشبكية الصباغي المرتبط بالجنس أن يكون إما متنحيا، مما يؤثر بشكل أساسي على الذكور فقط، أو سائدا، مما يؤثر على كل من الذكور والإناث، على الرغم من أن الذكور يكونون عادة أكثر المتضررين بشكل معتدل. وتم أيضا وصف بعض الأشكال الثنائية الجينية (يسيطر عليها اثنين من الجينات) والمتقدرة (الميتوكوندريا).
الاستشارة الوراثية تعتمد على التشخيص الدقيق وتحديد نمط الوراثة في كل أسرة ونتائج الاختبارات الوراثية الجزيئي.

## الجمعيات
يشاهد التهاب الشبكية الصباغي في مجموعة متنوعة من الأمراض، وبالتالي فإن الفارق من هذا العلامة وحدها واسع النطاق.
- RP مجتمعا مع الصمم (خلقي أو تقدمي) يسمى متلازمة آشر.
- RP مجتمعا مع الشلل العيني وعسر البلع والترنح وتشوهات التوصيل القلبية، تشاهد كلها في الاضطرابات الميتوكوندرية في الدنا متلازمة كيرنز- ساير (ويعرف أيضا باسم الاعتلال العضلي بالألياف الحمراء غير المترابطة)
- RP مجتمعا مع الإعاقة والاعتلال العصبي المحيطي وشواكي (ارتفاع) كرات الدم الحمراء والترنح والإسهال الدهني ويشاهد غياب البروتينات الشحمية منخفضة الكثافة (VLDL) في متلازمة باسن كورنزفايغ.

شروط أخرى تشمل الزهري وداء المقوسات (إي ميديسين «التهاب الشبكية الصباغي») ومرض ريفسوم.

## علم الوراثة
التهاب الشبكية الصباغي (RP) هو واحد من الأشكال الأكثر شيوعا من أمراض تنكس الشبكية الموروثة. يتسم هذا الاضطراب بالفقدان التدريجي للخلايا المستقبلة للضوء، وربما يؤدي في النهاية إلى العمى.
وهناك مورثات متعددة، عندما تحور، يمكن أن تسبب النمط الظاهري التهاب الشبكية الصباغي. في عام 1989، تم تحديد طفرة الجين لرودوبسين، وهو الصباغ الذي يلعب دورا أساسيا في تعاقب التنبيغ البصري الذي يخول الرؤية في ظروف الإضاءة الخافتة، منذ ذلك الحين، تم العثور على أكثر من 100 طفرة في هذا الجين، وتمثل هذه الطفرات 15 ٪ من جميع أنواع اعتلال الشبكية. معظم هذه الطفرات هي طفرات مغلوطة وتورث في الغالب على نحو سائد.
يشتمل على الأنواع:
| OMIM (الوراثة المندلية في الإنسان عبر الانترنت) | المورثة  | النوع                                                                                 |
| ----------------------------------------------- | -------- | ------------------------------------------------------------------------------------- |
| 180100                                          | RP1      | التهاب الشبكية الصباغي-1                                                              |
| 312600                                          | RP2      | التهاب الشبكية الصباغي-2                                                              |
| 300029                                          | RPGR     | التهاب الشبكية الصباغي-3                                                              |
| 608133                                          | PRPH2    | التهاب الشبكية الصباغي-7                                                              |
| 180104                                          | RP9      | التهاب الشبكية الصباغي-9                                                              |
| 180105                                          | IMPDH1   | التهاب الشبكية الصباغي-10                                                             |
| 600138                                          | PRPF31   | التهاب الشبكية الصباغي-11                                                             |
| 600105                                          | CRB1     | التهاب الشبكية الصباغي-12, صبغي جسمي متنح                                             |
| 600059                                          | PRPF8    | التهاب الشبكية الصباغي-13                                                             |
| 600132                                          | TULP1    | التهاب الشبكية الصباغي-14                                                             |
| 600852                                          | CA4      | التهاب الشبكية الصباغي-17                                                             |
| 601414                                          | HPRP3    | التهاب الشبكية الصباغي-18                                                             |
| 601718                                          | ABCA4    | التهاب الشبكية الصباغي-19                                                             |
| 602772                                          | EYS      | التهاب الشبكية الصباغي-25                                                             |
| 608380                                          | CERKL    | التهاب الشبكية الصباغي-26                                                             |
| 607921                                          | FSCN2    | التهاب الشبكية الصباغي-30                                                             |
| 609923                                          | TOPORS   | التهاب الشبكية الصباغي-31                                                             |
| 610359                                          | SNRNP200 | التهاب الشبكية الصباغي 33                                                             |
| 610282                                          | SEMA4A   | التهاب الشبكية الصباغي-35                                                             |
| 610599                                          | PRCD     | التهاب الشبكية الصباغي-36                                                             |
| 611131                                          | NR2E3    | التهاب الشبكية الصباغي-37                                                             |
| 268000                                          | MERTK    | التهاب الشبكية الصباغي-38                                                             |
| 268000                                          | USH2A    | التهاب الشبكية الصباغي-39                                                             |
| 612095                                          | PROM1    | التهاب الشبكية الصباغي-41                                                             |
| 612943                                          | KLHL7    | التهاب الشبكية الصباغي-42                                                             |
| 268000                                          | CNGB1    | التهاب الشبكية الصباغي-45                                                             |
| 613194                                          | BEST1    | التهاب الشبكية الصباغي-50                                                             |
| 613464                                          | TTC8     | التهاب الشبكية الصباغي 51                                                             |
| 613428                                          | C2orf71  | التهاب الشبكية الصباغي 54                                                             |
| 613575                                          | ARL6     | التهاب الشبكية الصباغي 55                                                             |
| 613617                                          | ZNF513   | التهاب الشبكية الصباغي 58                                                             |
| 613194                                          | BEST1    | التهاب الشبكية الصباغي، اتحاد مركزي                                                   |
| 608133                                          | PRPH2    | التهاب الشبكية الصباغي، ثنائي جيني                                                    |
| 613341                                          | LRAT     | التهاب الشبكية الصباغي، يافع                                                          |
| 268000                                          | SPATA7   | التهاب الشبكية الصباغي، يافع، صبغي جسمي متنح                                          |
| 268000                                          | CRX      | التهاب الشبكية الصباغي، تأخر-ظهور السائد                                              |
| 300455                                          | RPGR     | التهاب الشبكية الصباغي، مرتبط بالجنس، والتهاب الجيوب الأنفية التنفسية، مع أو بدون صمم |

الجين رودوبسين يرمز للبروتين الرئيسي في الشرائح الخارجية المستقبلة للضوء. وتظهر الدراسات أن الطفرات في هذا الجين مسؤولة عن حوالي 25 ٪ من الأشكال الصبغية الجسمية السائدة لالتهاب الشبكية الصباغي.
وتعرف الطفرات في أربعة عوامل ربط ما قبل المرنا لتسبب التهاب الشبكية الصباغي السائد. وهي PRPF3 وPRPF8 وPRPF31 وRP9. يتم التعبير عن هذه العوامل بتواجدها المطلق وما يزال اجحية انه لماذا التشوه في العامل الموجود في كل مكان يسبب المرض فقط في شبكية العين.
ما يصل إلى 150 طفرة ذكرت حتى الآن في جين اوبسين المرتبط بالتهاب الشبكية الصباغي منذ طفرة Pro23His موجودة في المجال الداخلي القرصي من البروتين وأفادت بذلك التقارير الأولى في عام 1990. تم العثور على هذه الطفرات في جميع أنحاء جينات اوبسين وتوزع على ثلاثة مجالات من البروتين (الداخلي القرصي وعبر الغشاء والمجالات الهيولية). أحد الأسباب الرئيسية الكيميائية الحيوية المسببة ل RP في حالة طفرات رودوبسن هو طي البروتين، وكما تم أيضا ربط مرافقي الجزيئي بالتهاب الشبكية الصباغي. وقد تبين أن طفرة كودون 23 في جين رودوبسن والتي يتم فيها تغيير البرولين للهيستيدين تمثل أكبر جزء من طفرات رودوبسن في الولايات المتحدة. وذكرت دراسات أخرى عدة الطفرات الأخرى التي ترتبط أيضا مع المرض. وتشمل هذه الطفرات Thr58Argو Pro347Leuو Pro347Ser، فضلا عن حذف إيل - 255. وفي عام 2000، أفادت التقارير طفرة نادرة في كودون 23 تسبب التهاب الشبكية الصباغي السائد والتي يتغير فيها البرولين لألانين. ومع ذلك، أظهرت هذه الدراسة أن اعتلال الشبكية المرتبط بهذه الطفرة كان معتدلا على نحو مميز في المظهر والسلوك. وعلاوة على ذلك، كان هناك قدر أكبر من المحافظة على سعة تخطيط كهربية الشبكية أكثر من الطفرة Pro23His الأكثر انتشارا.

## العلاج
على الرغم من أن هذه حالة مستعصية الا انه من الممكن تخفيض تقدم المرض من قبل الاستهلاك اليومي ل 15000 وحدة دولية (أي ما يعادل 4,5 ملغ) من فيتامين (أ) بالميتات. وأظهرت الدراسات الحديثة أن فيتامين (أ) التكميلي المناسب يستطيع إرجاء العمى بنسبة تصل إلى 10 أعوام (عن طريق الحد من فقدان البصر بنسبة 10 ٪ سنويا لتصل إلى 8,3 ٪ سنويا) 

## أبحاث على العلاجات الممكنة
قد تنطوي العلاجات المستقبلية على عمليات زراعة شبكية العين وزرع شبكية اصطناعية و العلاج الجيني والخلايا الجذعية والمكملات الغذائية و/ أو علاجات العقاقير.
2006: الخلايا الجذعية: الباحثون في المملكة المتحدة يجرون ابحاثا على الفئران، وزرع الخلايا الجذعية للفأر الذي وصل لمرحلة متقدمة من تطور المرض وحالته مبرمجة مسبقا لتتطور إلى الخلايا المستقبلة للضوء، في الفئران التي نجمت الحالة بها وراثيا لمحاكاة الظروف البشرية من التهاب الشبكية الصباغي و- تحلل الشبكية المرتبط بالسن. هذه المستقبلات الضوئية المتقدمة تتطور وتشكل الروابط العصبية اللازمة للخلايا العصبية لشبكية عين الحيوان، وهي خطوة رئيسية في مجال ترميم البصر. سابقا كان يعتقد أن الشبكية الناضجة ليس لديها القدرة على التجدد. هذه البحوث قد تؤدي في المستقبل إلى استخدام عمليات الزراعة في البشر للتخفيف من العمى.
وقد حدد العلماء في معهد العلوم الأحيائية في أوساكا بروتينا يدعى بيكاشورين، الذي يعتقدون أنه قد يؤدي إلى علاج التهاب الشبكية الصباغي: 2008.
2010: يبدو أن العلاج الجيني في الفئران اتى بنتيجة.
2010: آر تكنولوجيا أوينو (المؤسسة اليابانية لصناعة الطب) انجزت المرحلة الثانية من الدراسة السريرية على حلول البصريات يو اف - 021 (اسم المنتج اوكوسيفا (الخرائط المواضيعيه)) في مرض التهاب الشبكية الصباغي

## الأشخاص البارزون في مرض التهاب الشبكية الصباغي
- سو أرنولد صحافية الانجلو البورمية ومقرها المملكة المتحدة
- وليام بيرد من فرقة الميتال النيوزيلندية  Mëat
- ويلي براون الرئيس السابق لبلدية سان فرانسيسكو
- فيفيان فوريست المتزلجة الكندية في جبال الألب في أولمبياد المعاقين
- جوردون غاند مالك فريق رياضي أميركي
- شينا لينجار إدارية جورو (معلم)
- جيم كينفيل روائي الأميركي ومترجم ذاتي (كاتب سيرته بنفسه) وصحافي
- عمار لطيف رجل أعمال اسكتلندي وممثل تلفزيوني ومخرج ومحاضر لتحفيز الجماهير
- اسحق ليدسكي ممثل طفل سابقا وأول أعمى موظف في المحكمة العليا للولايات المتحدة
- توني ساري صانع افلام
- وودي شو موسيقار الجاز الاميركي
- اماندا سوفورد عارضة أمريكية ومتسابقة في برنامج تلفزيون الواقع "أفضل عارضة أمريكية مقبلة"
- جون توتليبين راسم صور أميركي
- ريجو توفار مغني مكسيكي وملحن وكاتب اغاني
- ميلدريد ويزنفيلد منشيء مؤسسة البحوث «النضال من أجل البصر» في عام 1946.
- جون ويلنر ممثل [22]
- ستيف واين مطور كازينوهات في لاس فيغاس [23]
- ريتشارد بيرنشتاين محامي ورياضي السباق الثلاثي ومدافع عن حقوق المعاقين بصريا
- بيت ايكرت مصور
- احمد عطية الجامعي والناشر لعدة ابحاث

## وصلات خارجية
- التهاب الشبكية الصباغي على مشروع الدليل المفتوح